# José Bonifácio Schmidt
Côn. José Bonifácio Schmidt (Bom Princípio, 5 de junho de 1944) é um sacerdote católico do clero da Arquidiocese de Porto Alegre.

## Biografia
Fez seus estudos de Filosofia e Teologia no Seminário Nossa Senhora Imaculada Conceição, em Viamão. Foi ordenado sacerdote pelo Cardeal Vicente Scherer na sua localidade natal de Santa Teresinha, distrito de Bom Princípio no dia 5 de junho de 1969. Fez mestrado em Sagradas Escrituras no Pontifício Instituto Bíblico de Roma. Foi pároco da Paróquia Nossa Senhora das Dores, no centro de Porto Alegre, e da Paróquia Nossa Senhora da Conceição, em Viamão.
Foi membro do Colégio de Consultores da da Comissão Teológica da Arquidiocese gaúcha. Em 2009 foi coordenador, juntamente com Dom Jacinto Flach da edição da Bíblia comemorativa do Centenário da Arquidiocese. De 2001 a 2010 foi Vigário Episcopal do Vicariato de Canoas da Arquidiocese de Porto Alegre, acumulando nos primeiros anos o cargo de pároco da Paróquia São Luís Gonzaga. Em 2010 foi nomeado vigário (padre auxiliar) da Paróquia São João Batista, em Porto Alegre. No mesmo ano foi transferido para a Paróquia Nossa Senhora dos Anjos em Gravataí como padre auxiliar. Em 2011 foi transferido para a residência de padres do Seminário Menor São José, também em Gravataí. Em novembro de 2013 foi nomeado pelo arcebispo Dom Jaime Spengler, como pároco da Paróquia São Jorge, em Porto Alegre.